# Raier

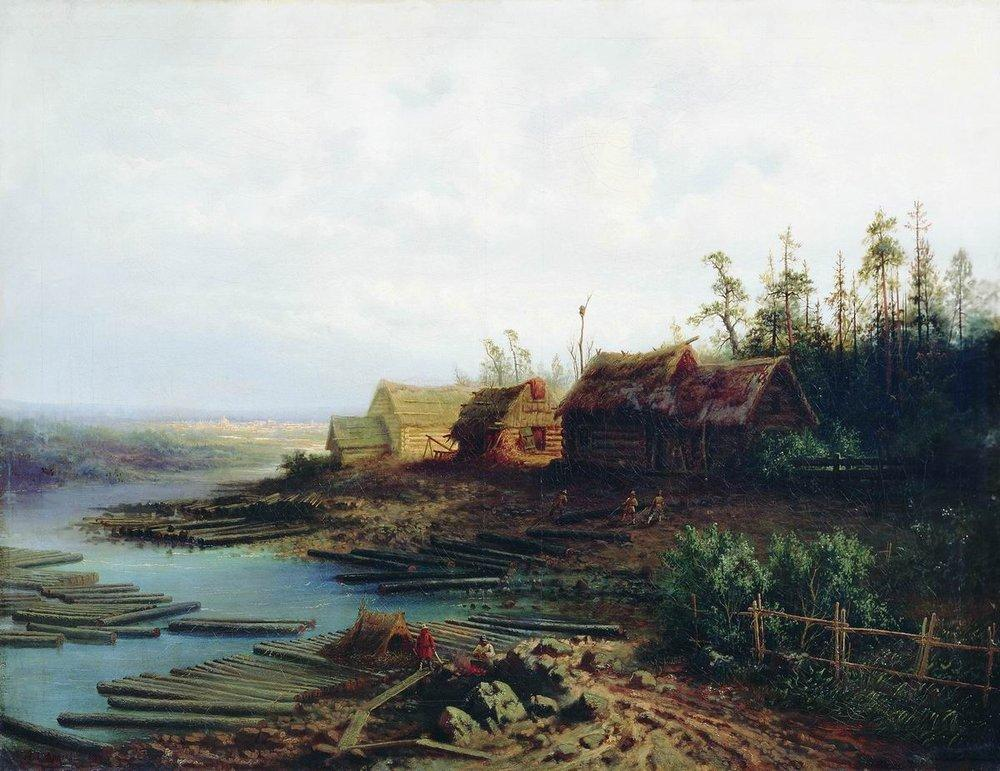
Rais d'Alexey Savrasov, 1873

L'ofici de raier consistia en la construcció de rais, embarcacions de troncs, i la seva conducció fluvial aigua avall. A Catalunya l'activitat més important dels raiers era a Coll de Nargó, a la conca del riu Segre, i al Pont de Claverol, a la conca del Noguera Pallaresa. Al País Valencià destacaven els raiers d'Ademús, si bé la major part de l'Antic Regne es nodria de troncs dels Ports, i la Marina, de fusta d'Aitana o el Cabeçó. A finals de 2022, la UNESCO declarà els raiers Patrimoni Cultural Immaterial de la Humanitat.

## Etimologia
El nom de rai, és una variant de «raig» (forma que s'usava antigament), ço és l'estructura de fustes lligades ensems, formant una plataforma o taulat flotant. Ve del llatí 'ratis' i no pas perquè davallés com un raig les aigües dels rius.

## Descripció
L'activitat del raier començava a l'hivern als boscos de pi negre i avet dels Pirineus, després es barranquejaven les bigues (riu) avall fins als punts d'enraiament, i a l'estiu es duien els rais navegant fins als punts de distribució de la fusta.

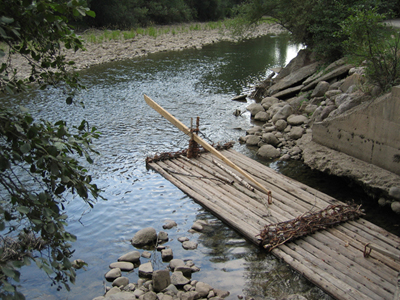
Un rai

- «Picar» i «desemboscar». Consistia a talar l'arbre, pelar el tronc de branques i arrossegar la fusta fins a la vora del riu.
- «Barranquejar». A la primavera els barranquejadors llençaven els troncs amuntegats al riu i els empenyien des de la ribera per les aigües braves fins als punts d'enraiament.
- «Enraiar». Els rais es construïen ajuntant els troncs en paral·lel formant un tram. Els troncs es lligaven amb redortes, branques de bedoll, estovades prèviament a l'aigua per donar flexibilitat. Un cop lligat un tram de feixos de tronc, es lligava amb altres trams amb redortes més gruixudes, formant un tren de dos fins a set trams que podien arribar a cinquanta metres de llarg i trenta tones de pes. Es col·locaven dos rems d'una llargada de set o vuit metres, un al davant (davanter) en el primer tram i l'altre al darrere (cuer) en l'últim tram. Al centre del rai hi havia l'estatge per guardar els estris, la roba i els queviures.

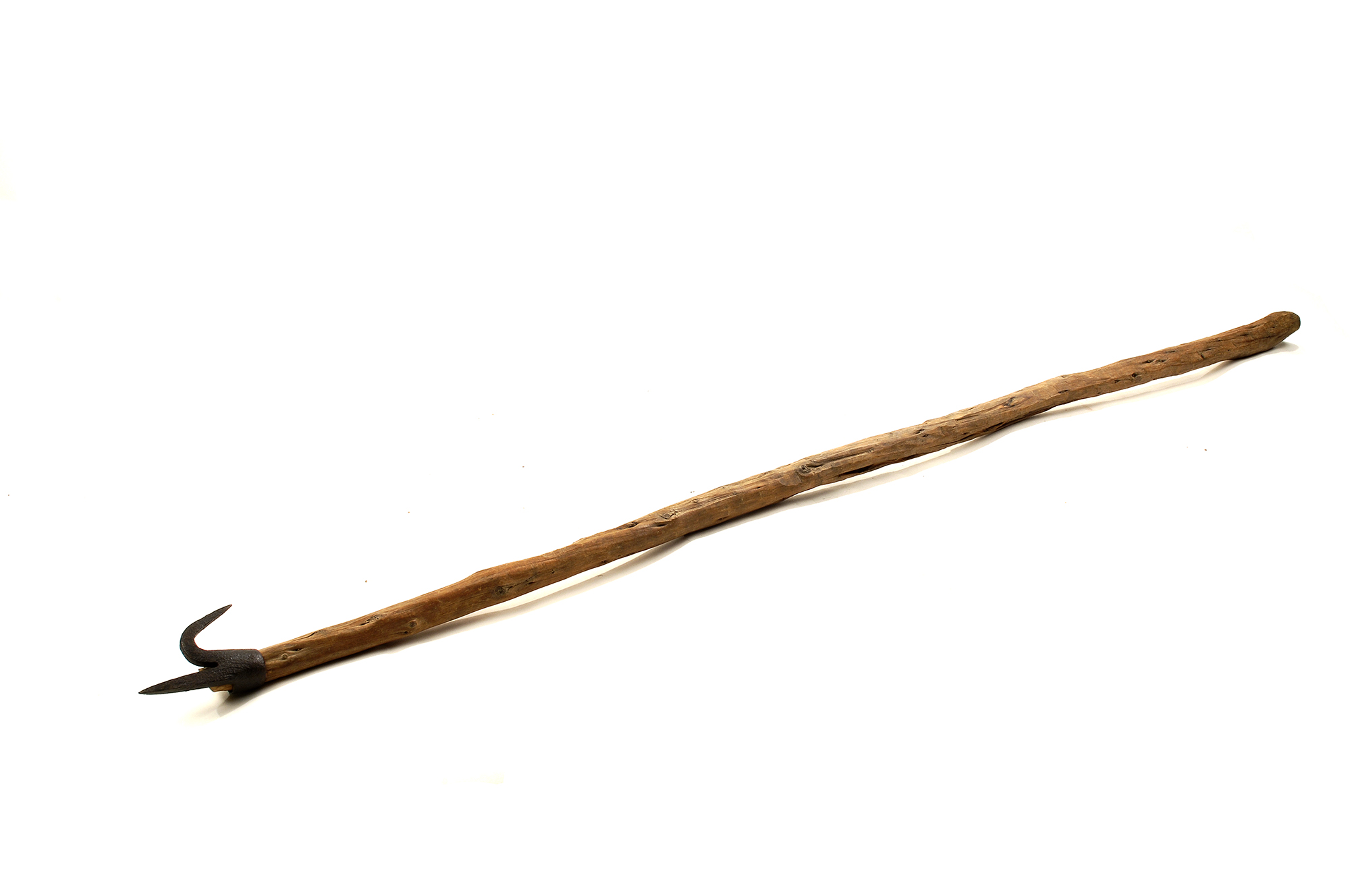
Perxa de raier. Museu Valencià d'Etnologia.

- «Navegar». Normalment en un mateix viatge es reunia una colla de deu o dotze raiers amb cinc o sis rais. Els més experts anaven en el primer rai per a controlar els corrents i els obstacles naturals. Es podien trobar amb pigals (rocs arrodonits), raspers (parts del riu amb escàs cabal on es podia embarrancar), meandres o forts desnivells. El viatge era tot una aventura i una oportunitat per la gent jove per a viatjar i sortir de la comarca. A vegades s'aprofitava per transportar mercaderies o persones. Els rais podien arribar fins a Lleida o fins i tot a Tortosa. Entre altres utilitats, s'havia de subministrar fusta per a les drassanes de l'armada.
- «Desenraiar». Un cop arribats a la seva destinació s'havia de desfer camí remuntant el riu amb tartana, amb tren o «espardenyant».

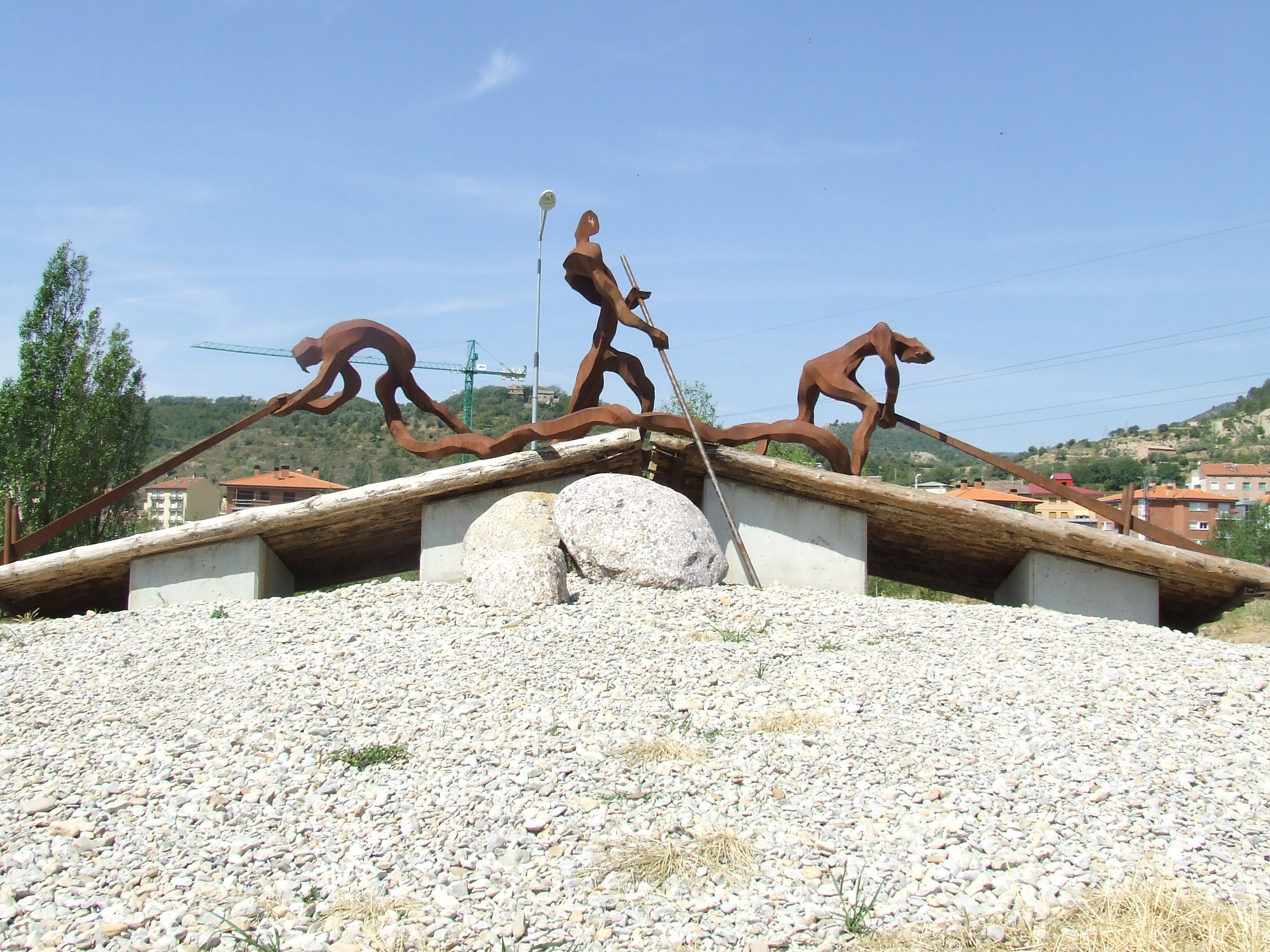
Monument als raiers de la Pobla de Segur

L'activitat dels raiers va perdurar des del segle xiii fins als anys 1930 quan la construcció d'embassaments va impedir el transport fluvial i va ser substituït pel transport per carretera. Des del 1979 se celebra cada primer diumenge de juliol la Diada dels Raiers a la Pobla de Segur, i des del 1982, el tercer diumenge d'agost a Coll de Nargó. Seguint el mètode tradicional dels raiers es munta un rai i es fa una baixada pel riu. Al Pont de Claverol hi ha el Museu dels Raiers que, a més d'una exposició permanent, disposa d'un arxiu documental, fotogràfic, biblioteca i videoteca dedicats al transport fluvial de la fusta.

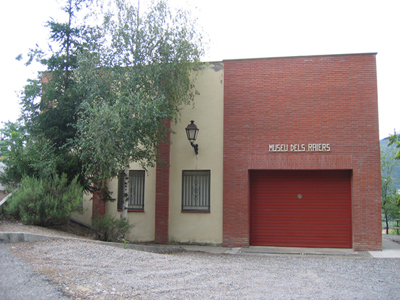
Museu dels raiers del Pont de Claverol

El 1989 es va crear a Barcelona l'Associació Internacional de Raiers integrada per associacions que representen cadascuna un riu diferent.
En altres indrets hi ha hagut transport fluvial de fusta semblants, si bé amb tècniques diferents i adaptades al cabals i pendents dels rius (per exemple, al Tajo no es feien rais sinó que els troncs baixaven separats, com en un ramat). Els homòlegs dels raiers eren coneguts amb diferents noms: navaders (en castellà navateros) a les conques de la Noguera Ribagorçana i del Cinca, gancheros (Ademús, País Valencià), almadieros a Navarra, gancheros al riu Tajo, zattieri a Itàlia, floteurs o radeliers a França, raftmen o draveurs al Canadà, daustrom o  flösserei a Alemanya i Àustria.